# セント・マーガレット教会堂

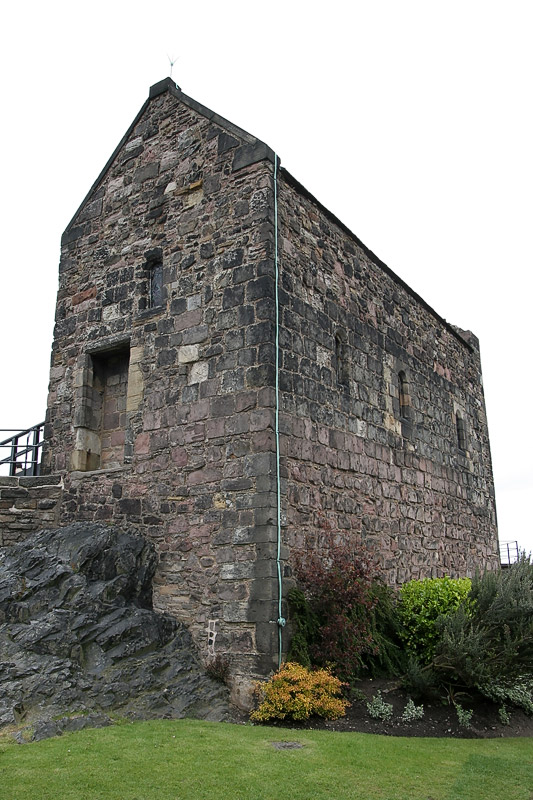
セント・マーガレット教会堂 エディンバラ

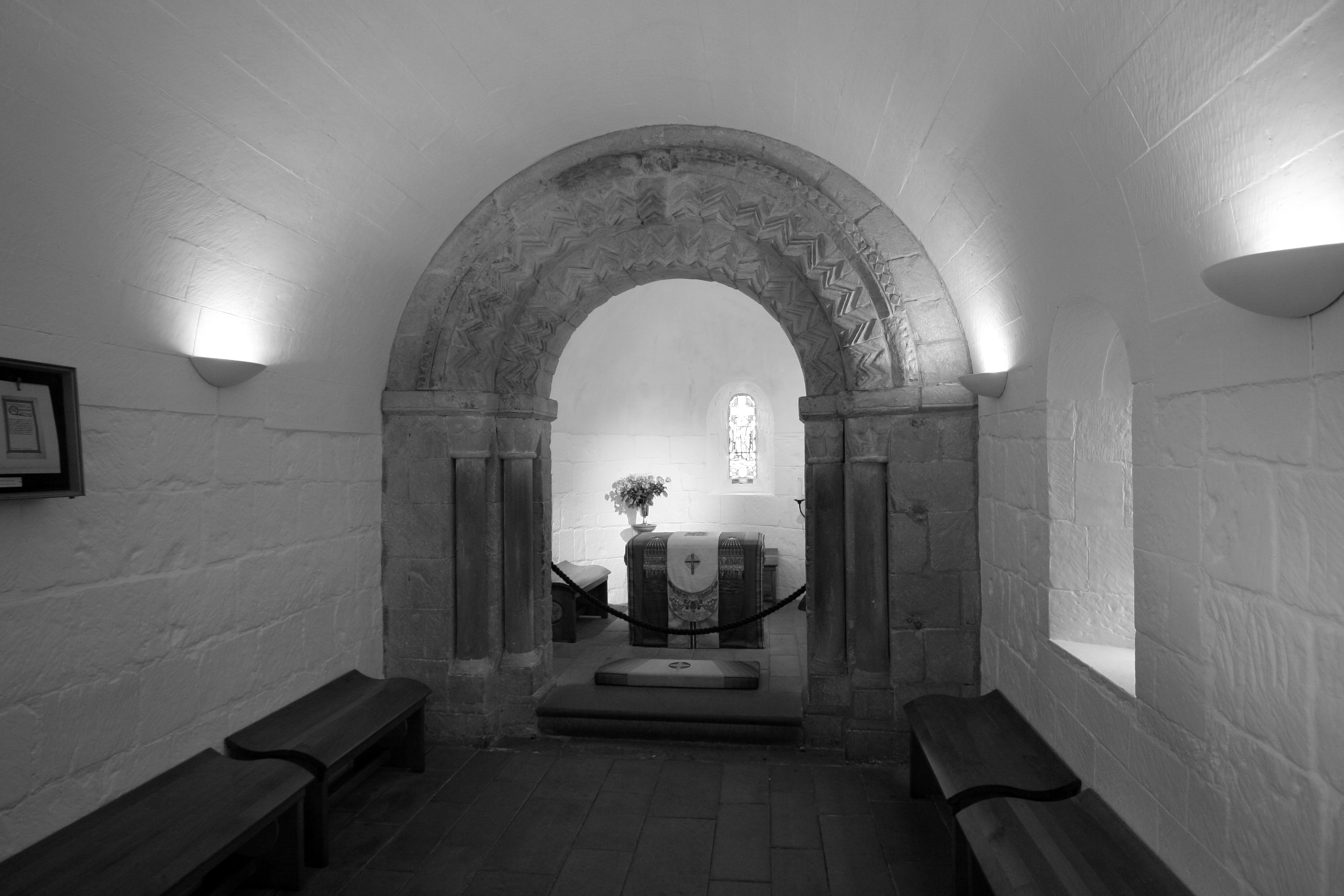
教会堂内部

セント・マーガレット教会堂 (セント・マーガレットきょうかいどう、St. Margaret's Chapel) は、スコットランド・エディンバラ城内で最も古い建物。典型的なノルマン建築である。

## 解説
スコットランド王妃聖マーガレットによってこの小さな教会堂が寄進されたと言われてきたが、最近の調査により、マーガレットの四男で1124年に即位したデイヴィッド1世が12世紀に建て始めたことがわかった。
大きさのさまざまな石で組まれた小さな建物は、スコットランドやアイルランドのケルトの影響を受けた教会堂にいくつかの点で似かよっている。長方形の建物は内部の高さが3メートル、入り口の扉は4.87メートル、典型的なノルマン風の内陣が1.52メートルの広さで山型の鋳造に飾られている。北側の壁は塗り替えられていて、三方の外壁は創建時からのもので61センチの厚さである。5つの丸窓と入り口扉上の丸いアーチは、ノルマン様式をそのものである。
1314年3月14日の晩、エディンバラ城は、ロバート1世と利害が一致した初代マリ伯トーマス・ランドルフによって攻略された。彼はこの小さな教会堂を除き、城内の全ての建物を破壊し尽くした。1329年に死の床で、ロバート1世はマーガレット王妃の物語を話し、40ポンドを用いて教会堂の改修をするよう法を発令した。のち何年もの間、建物は城内の王室教会堂として知られた。
教会堂はプロテスタントの宗教改革時に廃れた。16世紀には火薬を売る店として使われた。19世紀、サー・ダニエル・ウィルソンは、1853年にヴィクトリア女王の支援を受け、自身が監督する修復事業でこの建物を世間に知らしめた。1929年に教会堂は以前のように使用できるまでになり、1934年3月16日に修復され奉納された。
セント・マーガレット教会堂協会（The St. Margaret's Chapel Guild）が、イギリス王女マーガレットの後援のもと、レディー・ラッセルの指揮で1942年に始まった。1993年は聖マーガレット没後900年で、ヒストリック・スコットランド（文化財保護団体）が教会堂に新しい祭壇布や10席のベンチ、慈善箱などを新しく設置した。教会堂協会のメンバーによって、観光客や信者を迎えるべく常に鮮やかな花々が飾られている。
12月25日・26日、1月1日・2日をのぞいて、年中見学できる。